# 박리에우
박리에우시(베트남어: Thành phố Bạc Liêu / 北遼)는 베트남 남부 메콩강 삼각주 지방 박리에우성의 성도로 약 150,000명이다.

## 역사
박리에우는 크메르어 ពល លាវ를 중국어로 발음한 지명이다.

1950년대 이 지역은 후인푸소가 창시한 호아하오교의 중심지였다.

## 행정구역
박리에우는 7개의 방(坊)과 3개의 사(社)를 관할한다.

### 방
- 1방（Phường 1）
- 2방（Phường 2）
- 3방（Phường 3）
- 5방（Phường 5）
- 7방（Phường 7）
- 8방（Phường 8）
- 냐맛 （Nhà Mát / 坊家沫）

### 사
- 히엡타인 (Hiệp Thành / 社協城)
- 빈짝 (Vĩnh Trạch / 社永澤)
- 빈짝동 (Vĩnh Trạch Đông / 社永澤東)